# Peñafiel
Peñafiel é um município da Espanha na província de Valladolid, comunidade autónoma de Castela e Leão, de área 75,99 km² com população de 5514 habitantes (2007) e densidade populacional de 71,50 hab/km².

## Demografia
| Variação demográfica do município entre 1991 e 2004 | Variação demográfica do município entre 1991 e 2004 | Variação demográfica do município entre 1991 e 2004 | Variação demográfica do município entre 1991 e 2004 |
| --------------------------------------------------- | --------------------------------------------------- | --------------------------------------------------- | --------------------------------------------------- |
| 1991                                                | 1996                                                | 2001                                                | 2004                                                |
| 5062                                                | 5160                                                | 5191                                                | 5433                                                |

## Património
- Castelo de Peñafiel, onde na ala sul acolhe o Museo Provincial do Vinho[3]
- Praça del Coso (onde se encontra a Aula de Arqueologia)
- Igrejas (chegou a reunir 18 desde a Idade Média)
- Conventos (três)
- Ermidas (conservam-se seis que estão documentadas)
- Casa da Ribeira, casa senhorial do século XVI